# كاثال مور
كاثال مور (بالإنجليزية: Cathal Moore)‏ هو لاعب قذف أيرلندي، ولد في 26 يوليو 1975 في Turloughmore ‏ في جمهورية أيرلندا.